# فرودگاه گوآله‌گواچو
فرودگاه گوآله‌گواچو (به انگلیسی: Gualeguaychú Airport) (به زبان بومی: Aeropuerto de Gualeguaychú) یک فرودگاه همگانی با کد یاتا GHU است که یک باند فرود آسفالت دارد و طول باند آن ۱۳۲۸ متر است. این فرودگاه در کشور آرژانتین قرار دارد و در ارتفاع ۲۳ متری از سطح دریا واقع شده است.